# Lorenz Seidler
Lorenz Seidler, genannt eSeL  (* 1974 in Wien), ist ein österreichischer Künstler, Kurator, Fotograf und Kommunikator.

## Leben
Seidler studierte Kunstgeschichte und Philosophie an der Universität Wien (Diplomarbeit Bild, Struktur & Strategie im Denken von Gilles Deleuze). 1999 gründete er die Kunst-Plattform eSeL.at. In den Jahren 2009 bis 2013 war Seidler als Lektor an der Universität für angewandte Kunst Wien, Abteilung Digitale Kunst, unter Virgil Widrich und Ruth Schnell tätig. 2011 installierte er die eSeL REZEPTION, ein Kunstinformations-Büro im MuseumsQuartier Wien.
2016 wirkte Lorenz Seidler als Kurator der Ausstellung "Skandal Normal" im Offenen Kulturhaus OK Linz. Zudem waren seine Arbeiten und Dokumentationen des österreichischen Kunstbetriebs in den Einzelausstellungen "Die Sammlung eSeL" im Essl Museum (2016) und im  "Fotosalon Seidler" in der Galerie Christine König (2015) zu sehen.

## Arbeit
Lorenz „eSeL“ Seidler dokumentiert, fotografiert, sammelt, moderiert und kommentiert seit 1998 das Kunstgeschehen in Wien.

„Als Kunstflaneur, Kunstkommunikator und -netzwerker, ja als Kunstforscher, Wissensproduzent und „Seismograf“ (Karlheinz Essl) hat man ihn zuletzt umschrieben. Seidler [...] sieht sich als „ästhetische Lebensform“, die zwischen den Rollen switcht: fotografischer Dokumentarist der Szene, Kurator oder Betreiber der (Termin-)Plattform eSeL.at, deren Newsletter immer auch eine ausgesuchte, pointierte Fotostrecke Seidlers enthält.“

Seine Beobachtungen kommunizierte er anfangs über „Radio eSeL. Die Sendung mit dem Schaf“ auf dem freien Wiener Radiosender Orange 94.0. Seidlers Website  www.esel.at gilt als einer der ersten Kunstblogs in Österreich und zentraler Informationsdienst für Kunst in Wien und Umgebung. Über den wöchentlichen Newsletter „eSeL Mehl“ und  Social-Media-Accounts (Facebook, Twitter, Instagram, YouTube, vimeo) verbreitet eSeL Informationen aus der Kunstszene, Ankündigungen, Ausschreibungen, Foto- & Videodokumentationen sowie persönliche Empfehlungen und Kommentare (siehe „eSeL SHOW – Ein unregelmäßiges Videoformat zwecks eSeL Erkenntnisverdichtung“).
Die „eSeL REZEPTION“ im MuseumsQuartier ergänzt das Angebot von www.esel.at seit 2011 um ein „analoges“ Informationsportal als betreutes Informationsbüro mit Ausstellungs- und Workshopfläche. Neben dem Aufbau zeitgemäßer Infrastruktur für Information, Kollaboration und Kommunikation hinterfragen Kunst-Projekte von eSeL (Ausstellungen, Performances und Interventionen) im öffentlichen wie digitalen Raum aktuelle Bedingungen zeitgenössischer Kunst an der Schnittstelle zu neuen Medienkulturen.

## Projekte (Auswahl)
Einzelausstellungen:
- 2022 "Der Wurm in der Kunst. Ein Bestiarium zeitgenössischer Kunst" (gem. mit mumok, Zoom Kindermuseum & MuseumsQuartier Wien, Ausstellung: eSeL Rezeption, Interaktives Wurmhotel: MQ Innenhof)[17]
- 2019 "eSeL: Kunst Bekenntnis Box", Galerie 5020 Salzburg[18] & Viennacontemporary[19]
- 2019 "eSeL: SchutzpatronInnen der Kunst", MuseumsQuartier[20]
- 2019 "eSeL: Museum zu Gast", Landesgalerie Niederösterreich[21], Foto Wien[22]
- 2016 "Die Sammlung eSeL", Essl Museum[23]
- 2015 "eSeL's Fotosalon Seidler", Christine König Galerie[24]

Gruppenausstellungen:
- 2019 Museum zu Gast (FOTO WIEN.Monat der Fotografie. eSeL REZEPTION/MQ)[25][26]
- 2019 die weisse ab-haus-verkaufs-kunstschau #6[27][28]
- 2018 Ten-Minutes-Shift im Q202 Atelierrundgang & WUK[29]
- 2014 "UNFRAMED", Galerie Raum mit Licht[30]
- 2014 "Tomorrow Is ...", MAK[31]

eSeL REZEPTION:

"MQ Schauräume"
- 2022–2025 "eSeL ABC feat." Felix Bork (2022)[32], Anna Khodorkovskaya (2023)[33] Johannes Grenzfurthner / monochrom (2024)[34], Rudi Klein (2024)[35], .aufzeichnensysteme (c/o Hanne Römer) (2024)[36], Jörg Piringer (2024)[37], Tex Rubinowitz (2024–2025)[38]

Galerie für Nutzungsrechte
- 2021 KunstGeschichtenInnenGeflecht[39]
- 2021 ReHOPEning[40][41]
- 2020 Kunstbetrieb außer Betrieb[42]

Performances:
- 2018 "eSeL ABC" / "eSeL SHOW", Bachmannpreis Rahmenprogramm[43] & "Ins Freie"-Festival[44], Lendhafen Klagenfurt
- 2018 "Love Me Sensor", Technisches Museum Wien[45]
- 2017 Elevate Festival – Eröffnungsgala[46]
- seit 2015 Big Brother Awards Gala[47]
- 2011 "Demo 4 One" Dockville Festival, Hamburg
- 2009 "Hofburg bewegt", Präsidentschaftskanzlei Hofburg (via Tanzquartier Wien)[48]
- 2009 "BELLEVUE – Das Gelbe Haus", Linz[49]
- 2009 Coded Cultures Festival, Yokohama
- 2008 "Metanoia", donaufestival Krems[50]
- 2007 "Godcasts from EDEN". donaufestival Krems[51]
- 2004 "Maison Folie", Kulturhauptstadt Lille

Kuration:
- 2019 "eSeL Foto Tinder", Foto Wien
- 2017 "Die Entsetzliche-Kunst-Tauschbörse", OK Linz[52] & Dreisechsfuenf Wien[53]
- 2016 "Skandal Normal", OK Linz[54]
- 2012 "MULTImART", Viennafair[55]
- 2011 "METAmART" – Kunst & Kapital, Künstlerhaus Wien
- 2008–2009 "OPEN UP Kommunikation", Tanzquartier Wien
- 2007–2010 "ARTmART"[56]
- 2005 "UPDATE. Kunstrukturenutzen & schaffen", Künstlerhaus Wien

Infrastrukturprojekte:
- 2022–2023 "Wurmhotel"-Biokomposter im MuseumsQuartier Wien[57]
- seit 2021 eSeL Galerie für Nutzungsrechte @ Q21 Schauräume / Museumsquartier Wien
- seit 2020 eSeL SHOP für Brauchbare Kunst @ Q21 Schauräume / Museumsquartier Wien

- seit 2011 eSeL REZEPTION im Q21 Museumsquartier Wien (Institution)
- 2010–2013 eSeLapp – für Android & iOS
- 2010–2011 GAZEBO. Galerie für öffentliche Räume (Institution)[58]
- 2004 netznetz.net – Festival der Netzkulturen (Institution)
- 2002–2003 e-basis-wien_MQ (Institution)
- 1999–2002 "Radio eSeL. Die Sendung mit dem Schaf" auf Radio Orange 94.0 (Media)
- seit 1999 eSeL Mehl. Weekly art information Newsletter & www.esel.at (Media)

Guided Tours:
- 2017 "Algorithms in Public Space", Elevate Festival[59]
- 2011 "Digital Communities in the 2nd viennese district", Coded Cultures Festival[60]

Sonstiges:
- 2009–2013 Lecturer University of Applied Arts  - Department of Digital Arts
  - Virgil Widrich, Ruth Schnell
- 2003–2007 wiener kunst schule („KOOP interdisziplinär“)

## Ausgewählte Projekte
eSeL ABC: (2022–2025)
"eSeL ABC" ist ein Kunstprojekt von eSeL gemeinsam mit geladenen Künstler:innen (und eine Ausstellungsreihe in der "eSeL Rezeption" in den "MQ Schauräumen" im MuseumsQuartier Wien), bei der mehrere Künstler:innen eingeladen werden, je 26 Kunst‑Vokabeln von A bis Z visuell zu kommentieren. Diese individuellen Kommentare wurden  jeweils neben einem passenden Foto von eSeL und einem "gefälschten Lexikoneintrag" ausgestellt.
- feat. Felix Bork "Wer A..rt sagt, muss auch was Z..eichnen!" (2022)[62]
- feat. Anna Khodorkovskaya (2023)[63]
- feat. Johannes Grenzfurthner / monochrom (2024)[64]
- feat. Rudi Klein (2024)[65]
- feat. .aufzeichnensysteme (c/o Hanne Römer) (2024)[66]
- feat. Jörg Piringer (2024)[67]
- feat. Tex Rubinowitz (2024–2025)[68]

## Preise
- 2018 Binsh Award
- 2010 Innovationspreis der Stadt Wien
- 2009 Departure Call „Focus Kunst“